# Browser Helper Object
Browser Helper Object — DLL-модуль, разработанный как плагин для Internet Explorer для обеспечения дополнительной функциональности. Некоторые модули обладают возможностью открывать файлы различных форматов, первоначально не предназначенных для браузера. Например, таким Browser Helper Object является плагин Adobe Acrobat, позволяющий пользователям Internet Explorer открывать PDF-файлы.
Некоторые Browser Helper Object добавляют панели инструментов в Internet Explorer.
Некоторые формы вредоносных программ также создаются в виде Browser Helper Object. Например, Download.ject устанавливает Browser Helper Object, активирующийся при определении поддерживаемого паролем соединения к различным финансовым учреждениям, регистрирует нажатия клавиш и передаёт информацию на веб-сайт, используемый криминальными структурами. Другие Browser Helper Object, например, MyWay Searchbar, отслеживают привычки посещения веб-сайтов пользователем и сообщают их третьей стороне.
В ответ на проблемы, связанные с Browser Helper Object и другими компонентами Internet Explorer, Microsoft добавила Add-on Manager в Internet Explorer 6 для выпуска Windows XP Service Pack 2. Менеджер выдаёт список всех установленных Browser Helper Object, ActiveX и других компонентов Internet Explorer.
Для пользователей других ОС существуют бесплатные инструменты, например, BHODemon, выдающий список установленных Browser Helper Object и дающий возможность пользователю отключить вредные дополнения. Программа HijackThis также показывает установленные Browser Helper Object. Spybot — Search & Destroy имеет сходный встроенный инструмент.
Многие Browser Helper Object устанавливают панель инструментов в Internet Explorer, но некоторые не оставляют никакого видимого эффекта. Риск безопасности состоит в том, что для Browser Helper Object не требуется какого-либо разрешения от пользователя на установку вредоносных компонентов, и spyware, таким образом, могут незаметно и беспрепятственно проникнуть в систему.
Например, троян ClSpring устанавливает скрипты для обеспечения исполнения ряда задач, таких как добавление и удаление записей реестра, загрузка и/или исполнение приложений.
Поскольку написание Browser Helper Object является относительно несложным, многие некачественно созданные Browser Helper Object могут подвергнуть риску безопасность системы и даже привести к потере данных и повреждению системных файлов.